# Unhošť
Unhošť är en stad i Tjeckien.   Den ligger i regionen Mellersta Böhmen, i den centrala delen av landet, 21 km väster om huvudstaden Prag. Unhošť ligger 389 meter över havet och antalet invånare är 3 480.
Terrängen runt Unhošť är platt. Runt Unhošť är det ganska tätbefolkat, med 108 invånare per kvadratkilometer. Närmaste större samhälle är Kladno, 7,1 km norr om Unhošť. Trakten runt Unhošť består till största delen av jordbruksmark.